# Narocz (agromiasteczko w rejonie miadzielskim)
Narocz, Kobylnik (biał. Нарач, Naracz; ros. Нарочь, Narocz) – agromiasteczko na Białorusi, w obwodzie mińskim, w rejonie miadzielskim, 3 km na północ od jeziora Narocz, przy szosie Miadzioł–Szwakszty, 3 km na południe od Traktu Batorego. Przez Narocz przepływa rzeczka Syrmierz (miejscowi używają też nazwy Malinouka). W 2009 roku liczyło ok. 2,6 tys. mieszkańców. Siedziba sielsowietu. 
Pierwotnie miejscowość nosiła nazwę Kobylnik. W 1964 roku została przemianowana na Narocz.

## Historia
Pierwsze wzmianki w źródłach pochodzą z XV wieku. Z tego okresu pochodzić miał też pierwszy drewniany kościół katolicki. Prywatne miasto szlacheckie Kobylnik położone było w końcu XVIII wieku w powiecie oszmiańskim województwa wileńskiego, później w powiecie święciańskim. W Imperium Rosyjskim leżała w guberni wileńskiej. W latach 1920–22 Kobylnik wchodził w skład Litwy Środkowej. W II Rzeczypospolitej miejscowość była siedzibą gminy wiejskiej Kobylnik w powiecie postawskim (do 1926 roku w powiecie święciańskim), w województwie wileńskim. 
W 1866 roku ludność Kobylnika składała się z: 190 katolików, 164 żydów, 7 prawosławnych, 6 mahometan (Tatarów) i 5 starowierców. Podobny układ wyznaniowo-narodowościowy zachował się do wybuchu II wojny światowej. Na przełomie czerwca i lipca 1942 roku rozstrzelano kobylnickich Żydów. Po wojnie z miejscowości wyjechała część katolików, jednak mimo napływu ludności prawosławnej w okresie radzieckim, katolicy nadal są najliczniejszą grupą wyznaniową.
W 1905 roku miasteczko liczyło 903 mieszkańców, 324 dziesięciny.
Od 1915 roku Kobylnik znajdował się pod okupacją niemiecką i był ostatnią miejscowością przed przyfrontową strefą wysiedleń. Stacjonowało w nim dowództwo niemieckiego XXI Korpusu, który brał udział w bitwie nad jeziorem Narocz w marcu 1916 roku. W drugiej połowie lat 30. powstały nowe inwestycje: szosa Kobylnik–Miadzioł, oraz nowa 7-klasowa szkoła im. Piłsudskiego.
Od 11 kwietnia 1922 miasteczko leżało w Polsce, w województwie wileńskim, w powiecie święciańskim, od 1926 roku w powiecie postawskim, w gminie Kobylnik. Siedziba władz gminy Kobylnik.
W 1931 miasteczko w 160 domach zamieszkiwało 965 osób.
W 1938 roku miejscowość należała do gromady Kobylnik gminy Kobylnik.
W okresie II wojny światowej mieścił się tam niemiecko-białoruski posterunek policji, którego personel ewakuował się z Kobylnika latem 1943 roku w kierunku Miadzioła. W trakcie ewakuacji kolumna policyjna została rozbita przez oddziały AK w okolicach wsi Mikołcy, nad brzegiem jeziora Narocz. W okresie okupacji niemieckiej Kobylnik był wielokrotnie palony przez oddział sowieckich partyzantów Markowa – również po wycofaniu się sił niemiecko-białoruskich.
W okresie okupacji hitlerowskiej w Kobylniku zamieszkał kilkunastoletni Rascisłau Łapicki, który w latach 1944–1949 był członkiem i organizatorem antysowieckich organizacji konspiracyjnych w Kobylniku, Miadziole i Smorgoniach. Aresztowany w Kobylniku w grudniu 1949 roku.
Podczas okupacji hitlerowskiej, w lipcu 1941 roku Niemcy utworzyli getto dla żydowskich mieszkańców. Przebywało w nim około 400 osób. 21 września 1942 roku Niemcy zlikwidowali getto, a Żydów zamordowano a część wywieziono do getta w Miadziole. 

## Obecnie
Miasteczko ma 36 ulic z 43 km nawierzchni utwardzonych. Bezpośrednie połączenia autobusowe z: Mińskiem, Mołodecznem, Wilnem i Miadziołem. W okresie międzywojennym do Kobylnika dochodziła święciańska kolej wąskotorowa (z przedłużeniem do Kupy nad samą Naroczą otwartym 5 czerwca 1937 roku), ze Święcian, przez Łyntupy (obie miejscowości w sieci połączeń normalnotorowych). Linia ta już nie istnieje, została rozebrana przez władze radzieckie.
W Naroczy działają mleczarnia (produkcja masła), wytwórnia napojów, zakład mięsny, szkoła średnia i przedszkole, poczta, kilka sklepów rozmieszczonych wokół d. rynku. Wielu mieszkańców pracuje w położonych nad jeziorem Narocz domach wczasowych i sanatoriach.
Miejscowość liczy ponad 2500 mieszkańców. Wielu tylko sezonowo – latem Narocz staje się miejscem odpoczynku wczasowiczów korzystających z pobliskiego (2-4 km od miasteczka) jeziora oraz okolicznych lasów. Liczni młodsi mieszkańcy formalnie zameldowani w Naroczy, pracują w większych miastach (Mińsk, Mołodeczno, Wilejka), a do Naroczy wracają tylko na dni świąteczne.
W Naroczy znajduje się murowany neogotycki kościół rzymskokatolicki św. Andrzeja Apostoła (należący do parafii w dekanacie miadziolskim) budowany w latach 1897-1901 (na miejscu drewnianego kościoła ufundowanego przez Świrskiego w 1651 r.), wraz z drewnianą dzwonnicą z XVIII wieku. Naprzeciwko w domu parafialnym mieści się klasztor karmelitów bosych pw. Matki Bożej Anielskiej. W miejscowości znajduje się też cerkiew prawosławna św. Ilji (św. proroka Eliasza) z 1881 roku, przy której działa parafia, wchodząca w skład dekanatu miadzielskiego. Dominuje zabudowa drewniana, przy rynku także domy murowane.  
Na cmentarzu rzymskokatolickim znajdują się groby żołnierzy niemieckich z okresu I wojny światowej oraz obelisk z orłem poświęcony ich pamięci. Kirkut znajduje się przy ulicy Postawskiej. Na skraju miejscowości, przy drodze na Humieniki, znajduje się anonimowy nagrobek – według wieści gminnej, mogiła polskich ułanów z okresu wojny polsko-bolszewickiej. Przy kościele symboliczna mogiła akowców. W 1992 roku na dziedzińcu kościoła w Naroczy wrocławska Straż Mogił Polskich na Wschodzie uhonorowała pomordowanych akowców i poległych stalowym krzyżem ze stosowną tablicą opisaną po polsku. Od 2003 roku w Naroczy działa śpiewający po białorusku zespół rockowy „Da! Bl...” (błr. „Да! Бл...”).

## Galeria

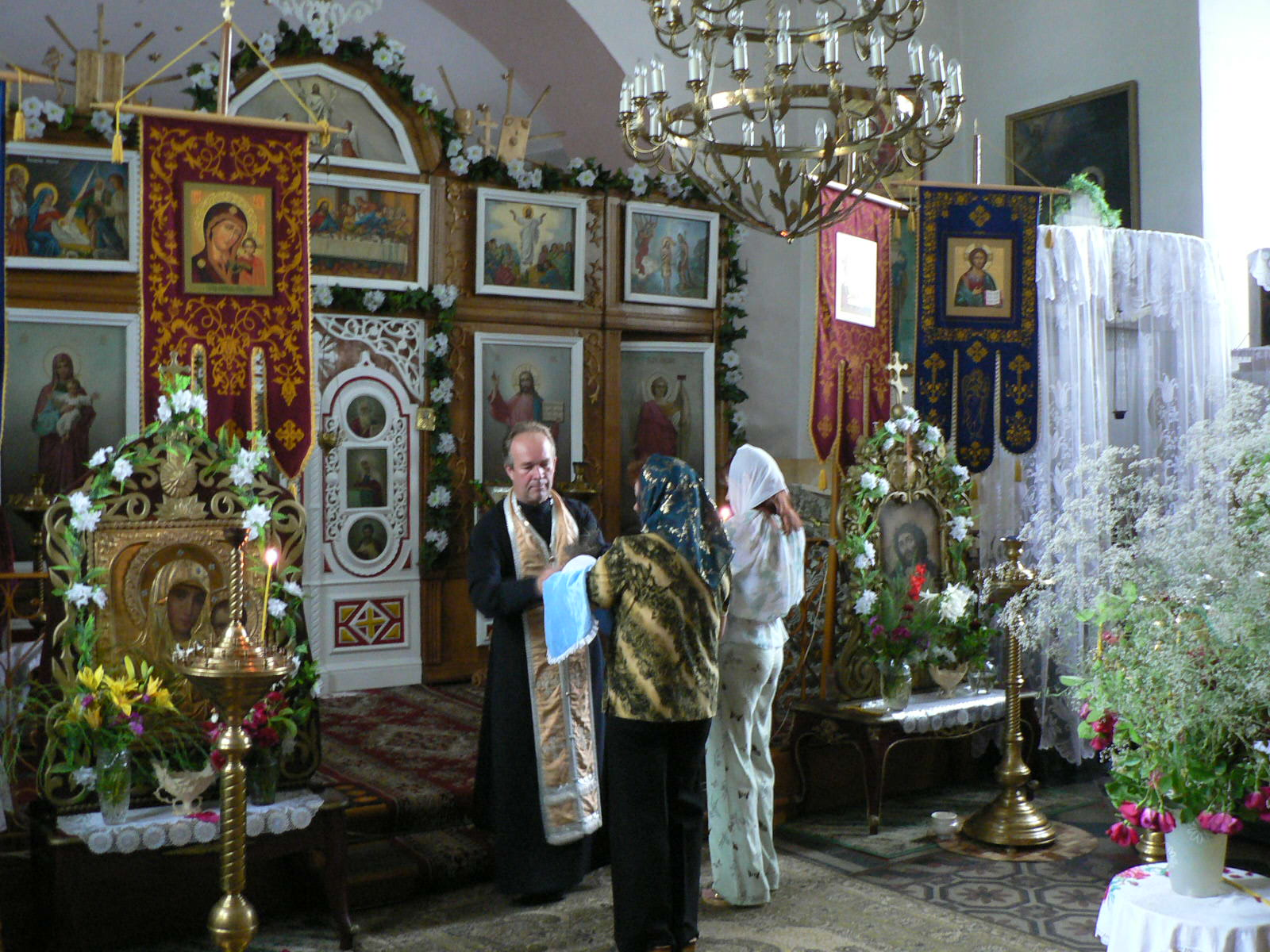
Chrzciny w narockiej cerkwi prawosławnej św. Ilji 2008
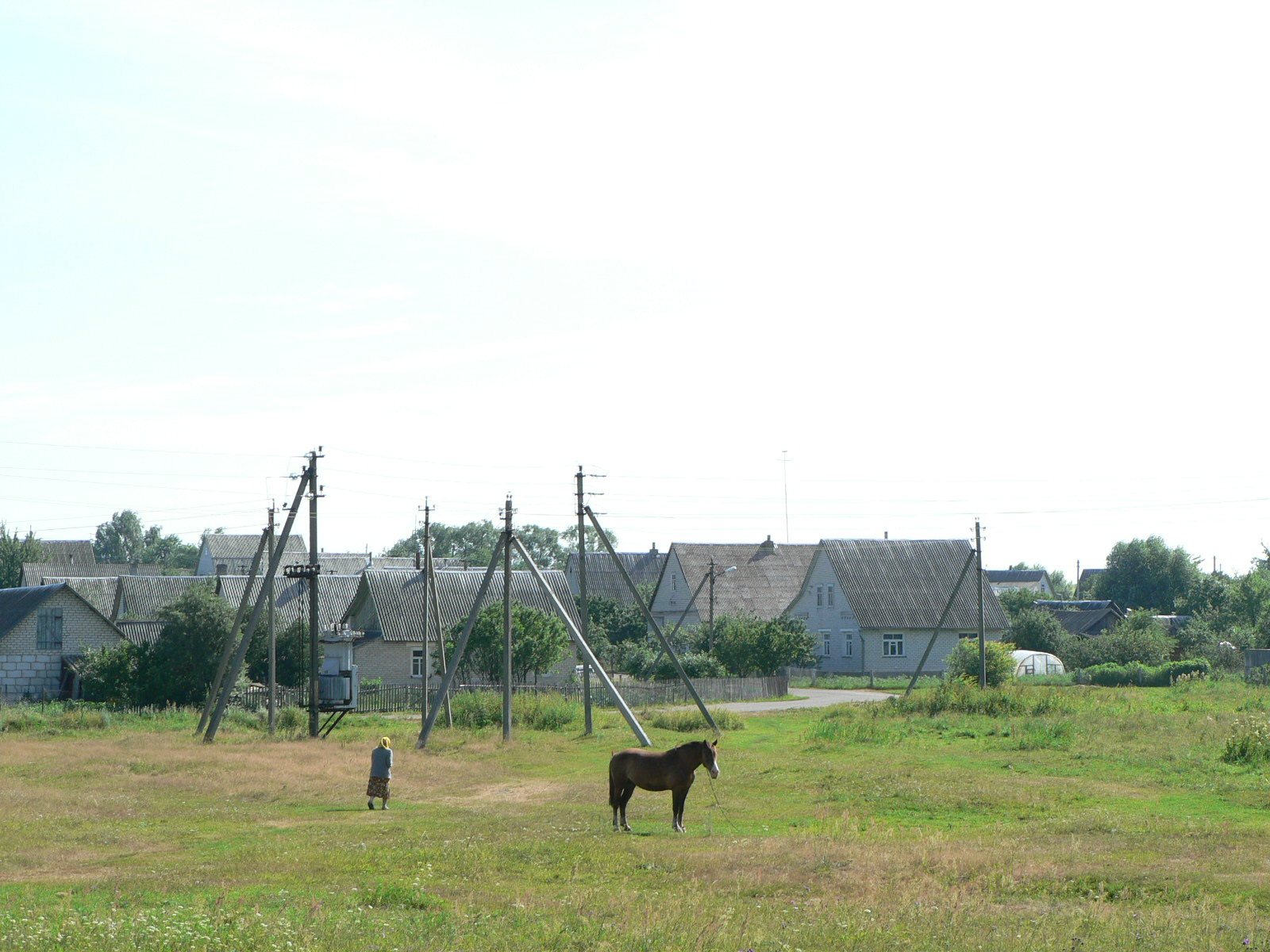
Widok na Narocz z kobyłą rok 2006
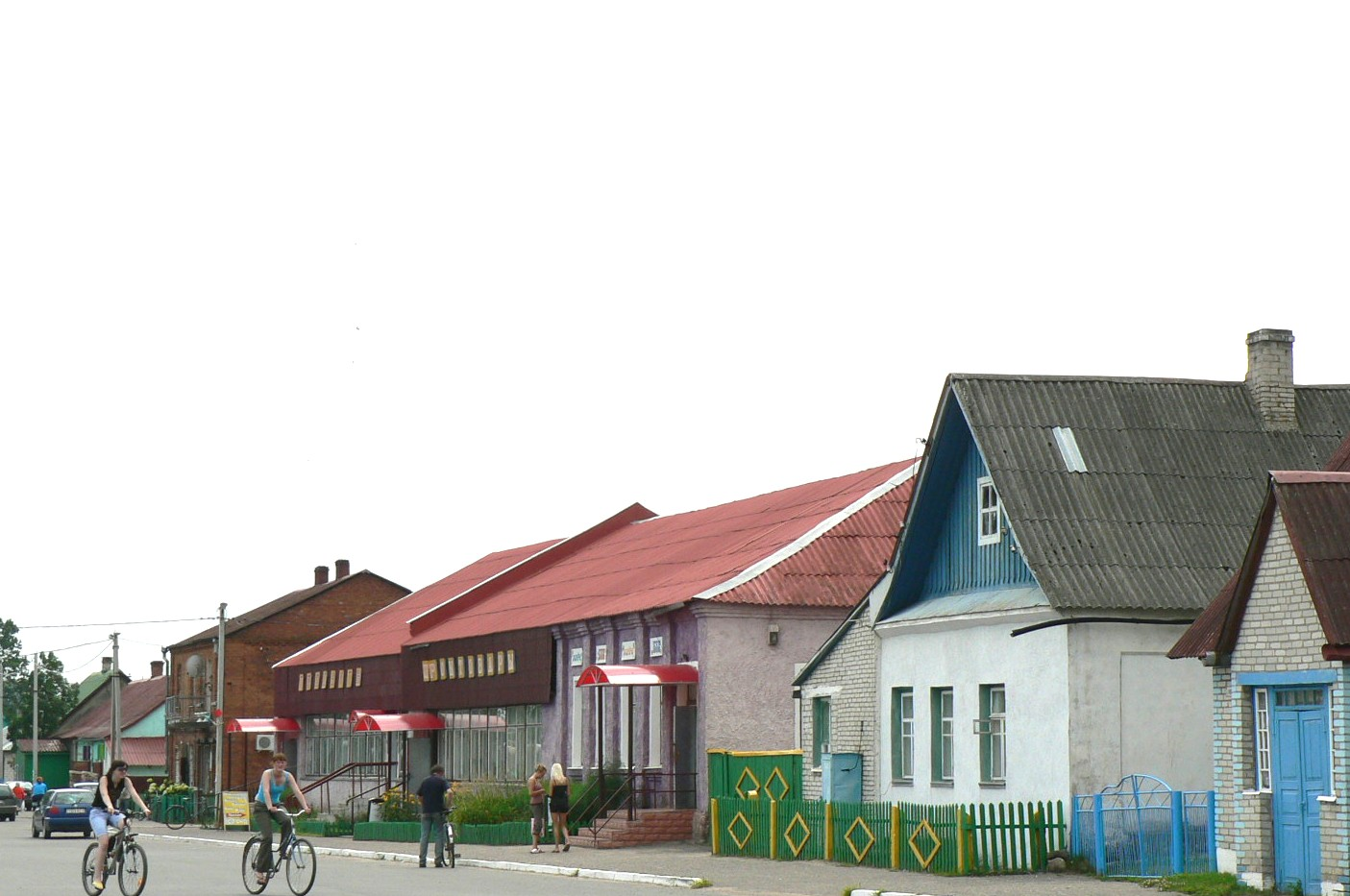
Sklepy przy rynku w Naroczy 2008
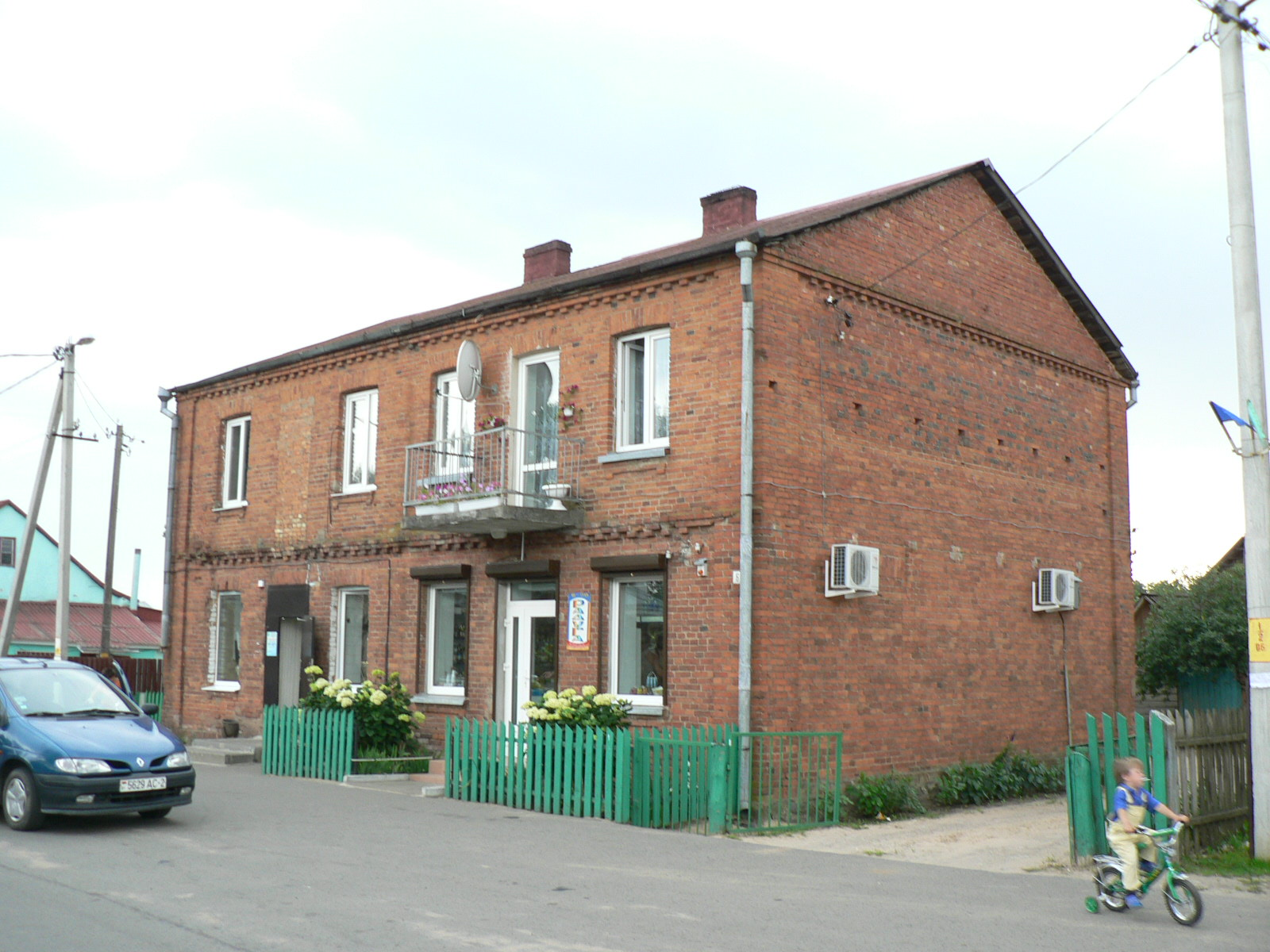
Murowany dom przy rynku w Naroczy 2008
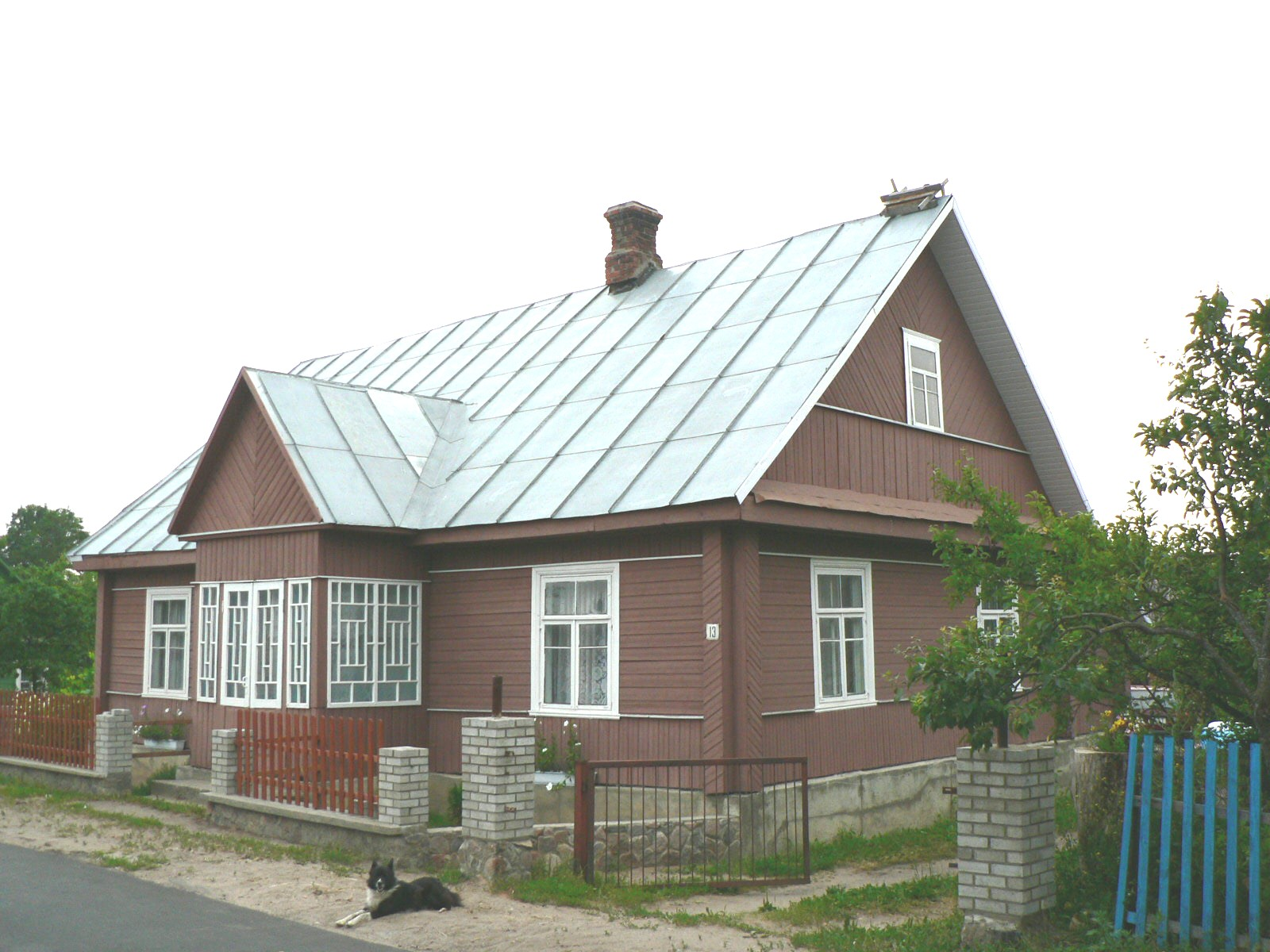
Dom przy ulicy Postawskiej w Naroczy 2008
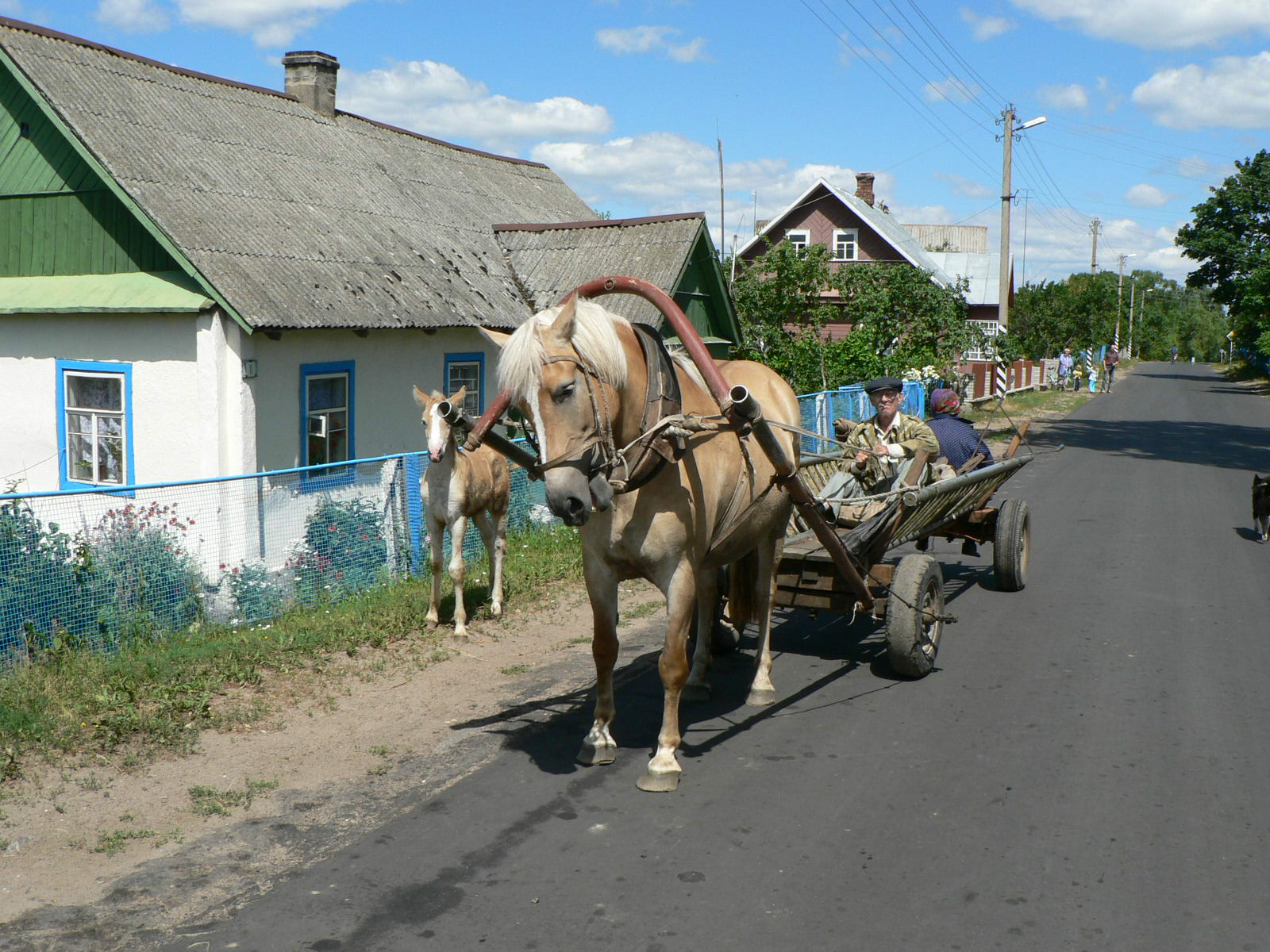
Furmanka na ul. Postawskiej
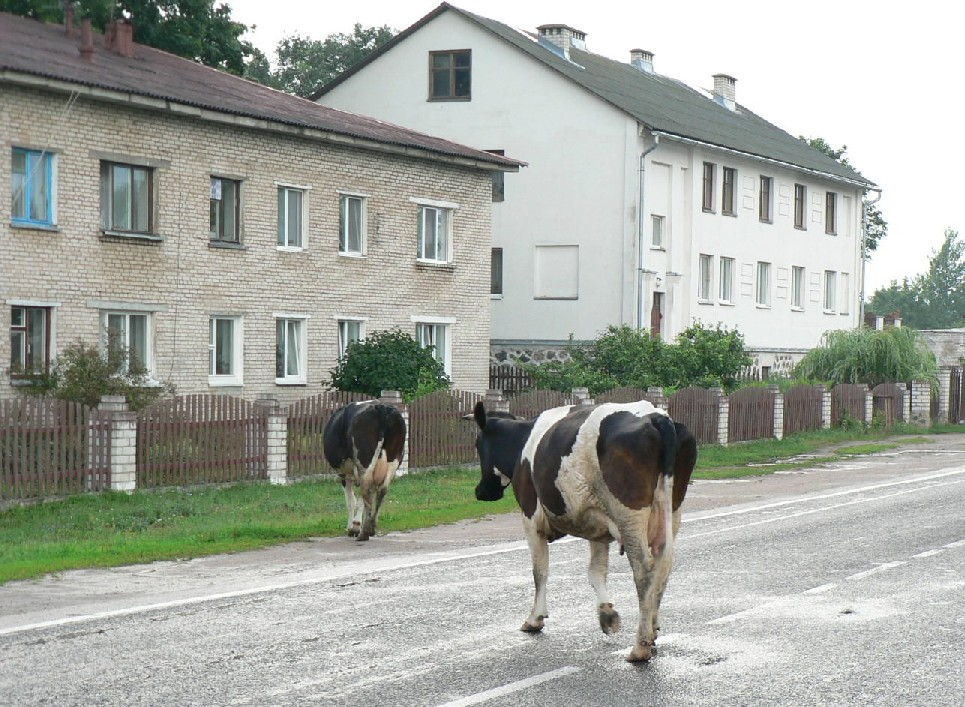
Krowy wracające z pastwiska na tle narockiej plebanii